# Puig de Cubell (la Vall d'en Bas)
El Puig de Cubell és una muntanya de 1.488 metres que es troba entre els municipis de la Vall d'en Bas (Garrotxa) i Vidrà (Osona).
Aquest cim està inclòs al llistat dels 100 cims de la FEEC